# Agnieszka Kościańska
Agnieszka Zofia Kościańska (ur. 1976) – polska antropolożka kulturowa. Zajmuje się badaniami nad płcią, seksualnością, dyskryminacją i religią.  

## Życiorys
W 2000 ukończyła studia etnologiczne na Uniwersytecie Warszawskim. W 2007 doktoryzowała się tamże, a w 2015 habilitowała w zakresie nauk humanistycznych. Od 2007 wykładowczyni w Instytucie Etnologii i Antropologii Kulturowej Uniwersytetu Warszawskiego. W 2024 otrzymała tytuł profesora nauk humanistycznych. Leverhulme Visiting Professor w Oxford School of Global and Area Studies na Uniwersytecie Oksfordzkim, stypendystka Fundacji Kościuszkowskiej (New School for Social Research), Marie Curie Fellowship (Uniwersytet Harvarda), Imre Kertész Kolleg Jena oraz Royal Society of Edinburgh (Edinburgh College of Art). Zastępczyni redaktora naczelnego pisma Lud. Jej  książka Odejdź. Rzecz o polskim rasizmie  (współautor Michał Petryk, Wydawnictwo Krytyki Politycznej, 2022) była nominowana do Nagrody im. Marcina Króla oraz do Nagrody im. Beaty Pawlak. Za książki z zakresu antropologii i historii seksualności (m.in. Zobaczyć łosia. Historia polskiej edukacji seksualnej od pierwszej lekcji do internetu, Wydawnictwo Czarne 2017/wydanie angielskie Berghahn Books, 2021; Płeć, przyjemność i przemoc. Kształtowanie wiedzy eksperckiej o seksualności w Polsce, Wydawnictwa Uniwersytetu Warszawskiego, 2014/wydanie angielskie Indiana University Press, 2021) została wyróżniona przez fundację Sexed.pl i magazyn "Forbes Women". 

## Ważniejsze publikacje
- A. Kościańska, Medycyna alternatywna — praktyki lecznicze i ich znaczenie społeczne [w:] Horyzonty antropologii, red. A. Zadrożyńska, J. Wasilewski, Wydawnictwo DiG, 2005.
- Kobiety i religie, pod red. A. Kościańskiej i K. Leszczyńskiej, Zakład Wydawniczy „Nomos”, Kraków, 2006.
- Gender. Perspektywa antropologiczna, tom I, Organizacja społeczna, 2007, tom II, Kobiecość, męskość, seksualność, 2007, Kontynuacje, 2025, pod red. A. Kościańskiej i R. E. Hryciuk, Wydawnictwa Uniwersytetu Warszawskiego, Warszawa.
- A. Kościańska, Potęga ciszy. Konwersja a rekonstrukcja porządku płci na przykładzie nowego ruchu religijnego Brahma Kumaris, Wydawnictwa Uniwersytetu Warszawskiego, Warszawa, 2009.
- A. Kościańska, The ‘power of silence:’ Spirituality and women’s agency beyond the Catholic Church in Poland, „Focaal—European Journal of Anthropology”, 2009, nr 53, s. 56–71
- Antropologia seksualności. Teoria. Etnografia. Zastosowanie, pod red. A. Kościańskiej, Wydawnictwa Uniwersytetu Warszawskiego, Warszawa, 2012.
- A. Kościańska, Beyond Viagra: Sex Therapy in Poland, "Sociologický časopis/Czech Sociological Review", 2014, 50 (6), s. 919–938
- A. Kościańska, Płeć, przyjemność i przemoc. Kształtowanie wiedzy eksperckiej o seksualności w Polsce, Wydawnictwa Uniwersytetu Warszawskiego, Warszawa, 2014/wydanie angielskie Gender, Pleasure, and Violence: The Construction of Expert Knowledge of Sexuality in Poland, Indiana University Press, 2021.
- Antropologia wobec dyskryminacji, pod red. K, Dąbrowskiej, M. Grabowskiej i A. Kościańskiej, Wydawnictwa Uniwersytetu Warszawskiego, Warszawa, 2015.
- A. Kościańska, ‘Sex on equal terms? Polish sexology on women’s emancipation and “good sex” from the 1970s to present’. "Sexualities", 2016, nr 1–2, s. 236–256.
- A. Kościańska, Zobaczyć łosia. Historia polskiej edukacji seksualnej od pierwszej lekcji do internetu, Wydawnictwo Czarne, Wołowiec, 2017/wydanie angielskie To See a Moose: The History of Polish Sex Education(inne języki), New York, Oxford: Berghahn Books(inne języki), 2021.
- A. Kościańska, W. Sokoluk, Instruktaż nadmierny, Wydawnictwo Czarne, Wołowiec, 2018.
- A. Kościańska, „Z racji swoich upodobań godny napiętnowania” – homofobia i seksizm w kryminologicznym dyskursie gwałtu, "InterAlia. Pismo poświęcone studiom queer/InterAlia: A Journal of Queer Studies", nr 14, 2019, s. 73–85.
- A. Kościańska, "Sexology", [w:] Companion to Sexuality Studies, red. Nancy Naples. Wiley-Blackwell, 2020, s. 21–39.
- A. Kościańska, M. Petryk, Odejdź. Rzecz o polskim rasizmie, Warszawa, Wydawnictwo Krytyki Politycznej, 2022.
- A. Kościańska, A. Ignaciuk, A. Chełstowska, Catholic Intimacies: Negotiating Contraception in Late Communist Poland,  „Journal of Religious History(inne języki)", 2022, 46(3).
- A. Kościańska, Contact building: emotional exchanges between counsellees and counsellors in the late socialist period in Poland, "Medical Humanities(inne języki)", 2023, 49:163-171
- A. Ignaciuk, A. Kościańska, Regendering Childbirth: Catholicism, Medical Activism, and Birth Preparation in Post-War Poland, "Journal of the History of Medicine and Allied Sciences(inne języki)", 2023, 78(3): 249–269
- A. Kościańska, Productive Sexological Self-Censorship in Late Communist Poland between State and Church, "Journal of the History of Sexuality(inne języki)", 2024, 33(1): 12-32
- A. Kościańska, Poland: Policing Women, Policing Minorities. "Social Research: An International Quarterly(inne języki)",  2024, 91 (4): 1155-1175
- T. Basiuk, J. Burszta, A. Kościańska, red., 2024, Odmieńczość. Obywatelstwo seksualne i archiwum, Warszawa, Wydawnictwa Uniwersytetu Warszawskiego
- A. Kościańska, A. Kurimay, K. Lišková, H.Z. Renkin, The Routledge Handbook of Sexuality in East Central Europe, Routledge, 2025